# Євангеліна

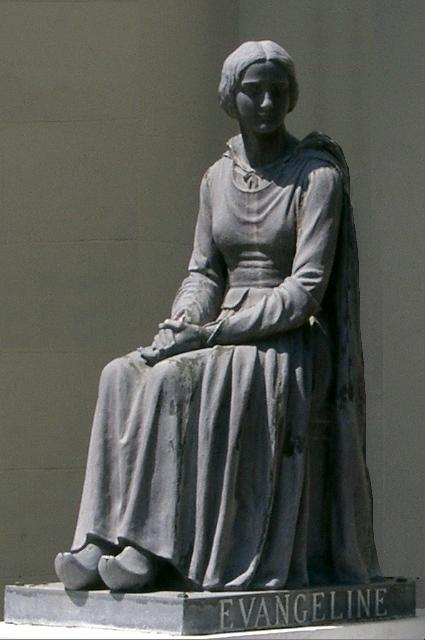
Пам'ятник акадійцям, Сент-Сент-Мартінвіль (Луїзіана)

Євангеліна — літературна героїня епічної поеми «Євангеліна, оповідь Акадії» американського поета Генрі Лонґфелло, уособлення трагічної долі вигнанців і переселенців. Поема написана англійською мовою та опублікована в 1847 році. Поема описує поневіряння акадійської дівчини на ім'я Євангеліна та її пошуки втраченого коханого Габріеля на фоні подій під час і після Депортації акадійців британською владою з їхніх земель у так званій Новій Франції.
Ідея поеми прийшла до Лонґфелло від його друга Натаніеля Готорна. Лонґфелло використав дактилічний гекзаметр, імітуючи грецьку та латинську класику. Попри те, що вибір віршового розміру критикували знавці, він став найвідомішим твором Лонґфелло за життя і залишається одним з найпопулярніших і найтриваліших творів.
Поема мала суттєві наслідки для визнання як історії акадійців, так і їхньої ідентичності у ХІХ-ХХ ст. пізнішій аналіз виявив історичні помилки у поемі та набагато складніші обставини депортації і ролі залучених сторін, які вірш не охоплює.

## Сюжет

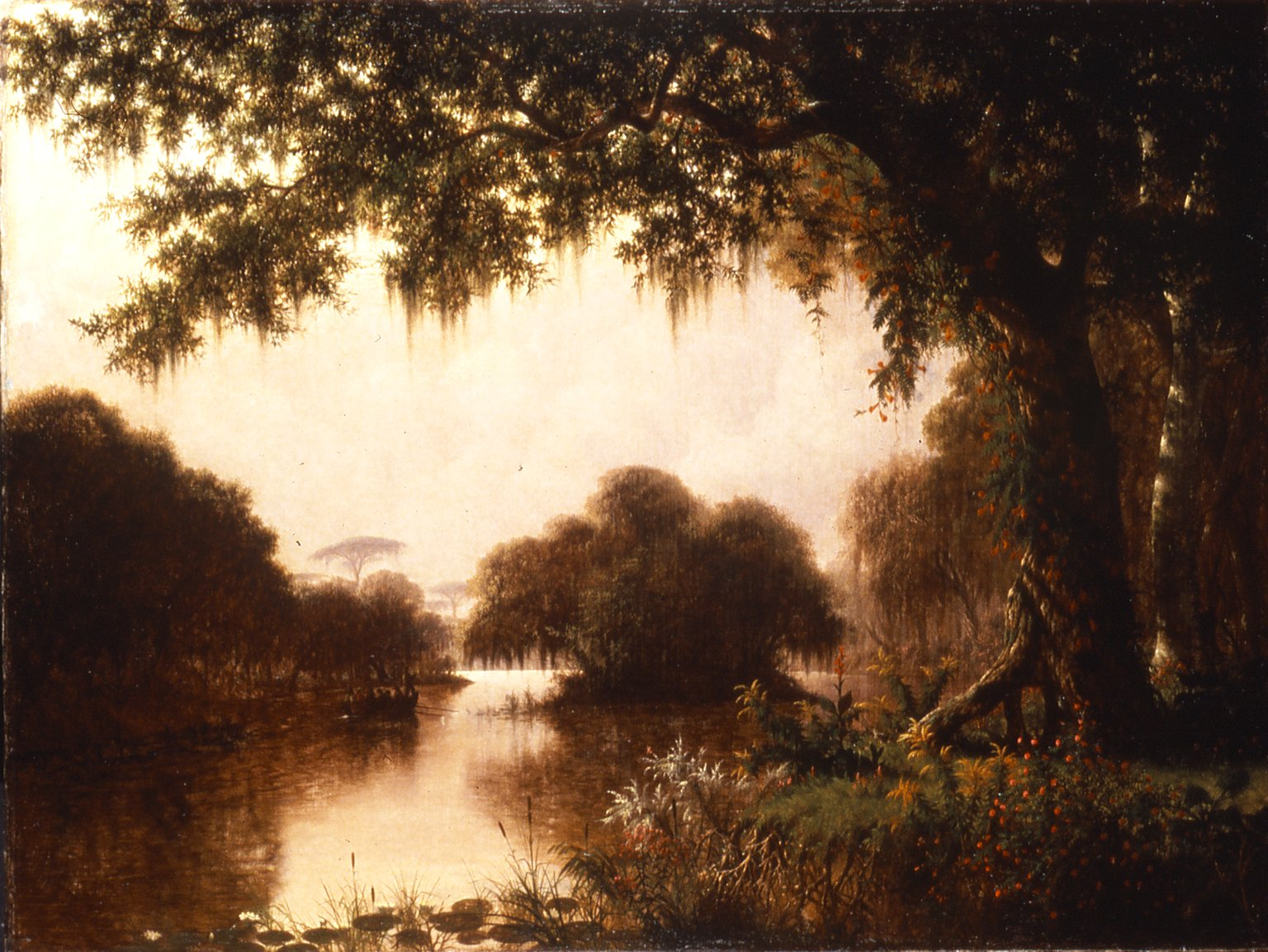
Джозеф Раслінг Мікер (американець, 1827–1889). Акадійці в Ачафалаї, "Євангеліна", 1871 рік. Полотно, олія. Бруклінський музей

Євангеліна описує заручини персонажів поеми -- акадійської дівчини на ім'я Євангеліна Бельфонтейн з коханим Габріелем Лаженесом та їх розлуку, коли британці депортували акадійців з Акадії під час Великого вигнання. Потім вірш слідкує за Євангеліною по місцях Америки, під час її років у пошуках втраченого коханого. Часом доля зводить їх дуже близько одне від одного, але завжди якоїсь миті бракує, щоб вони зустрілися. Нарешті Євангеліна оселяється у Філадельфії і, вже старшою працює сестрою милосердя серед бідняків. Доглядаючи помираючих під час епідемії, вона знаходить Габріеля серед хворих, і він помирає на її руках.

## Історія створення та публікації
Лонґфелло познайомився зі справжньою історією акадійців у Новій Шотландії свого друга Натаніеля Готорна, якому бостонський проповідник преподобний Горацій Коноллі розповів історію розлучених акадійських закоханих, почуту від своїх парафіян. Готорн і Лонґфелло разом відвідували коледж Боудін, хоча на той час вони не були друзями. Роками пізніше, в 1837 році, Готорн зв’язався з Лонґфелло, щоб той висловити свою думку щодо його нещодавно опублікованих оповідань у « Північноамериканському огляді», які Лонґфелло оцінив як геніальні твори; після чого вони стали друзями на все життя. Готорн не був зацікавлений надати сюжетові Коноллі  художньої форми, оскільки, як він сказав Коноллі, "це не в моєму дусі: недостатньо яскравих світел і глибоких тіней". Лонґфелло сприйняв цю ідею і поклав її на вірші після кількох місяців вивчення історії сімей Нової Шотландії.
Лонґфелло, який ніколи не відвідав місць реальних подій, значною мірою покладався на " Історико-статистичний звіт Нової Шотландії" Томаса Чандлера Галібартона та інші книги для отримання додаткової довідкової інформації. Він занотував джерела, на які покладався у пошуках фактажу, у своєму щоденнику від 7 січня 1847 р.: "Пішов до бібліотеки, взяв " Філадельфійські літописи Ватсона " та" Історичні колекції Пенсільванії ". Також, Географічний опис Луїзіани Дарбі. Ці книги повинні допомогти мені в останній частині Євангеліни, що стосується фактів та місцевого забарвлення. Але щодо форми та поезії - вони повинні виходити з мого власного мозку " .
«Євангеліна» була опублікована окремою книжкою 1 листопада 1847 видавцем Вільямом Д. Тікнором та Ко , іза 10 років, до 1857 р., було продано майже 36 000 примірників. У цей час літературна оплата Лонґфелло була на піку; за «Євангеліну» він отримав гонорар "у розмірі двадцяти п'яти і однієї шістнадцятої відсотка", який, як вважають, був найвищим з усіх його видань. Лонґфелло сказав про свій вірш: "Ця лихоманка довго пекла мій власний мозок, перш ніж я перелив її на свого персонажа. «Євангеліна» так легко читається, бо мені було так важко її писати" .

## Аналіз

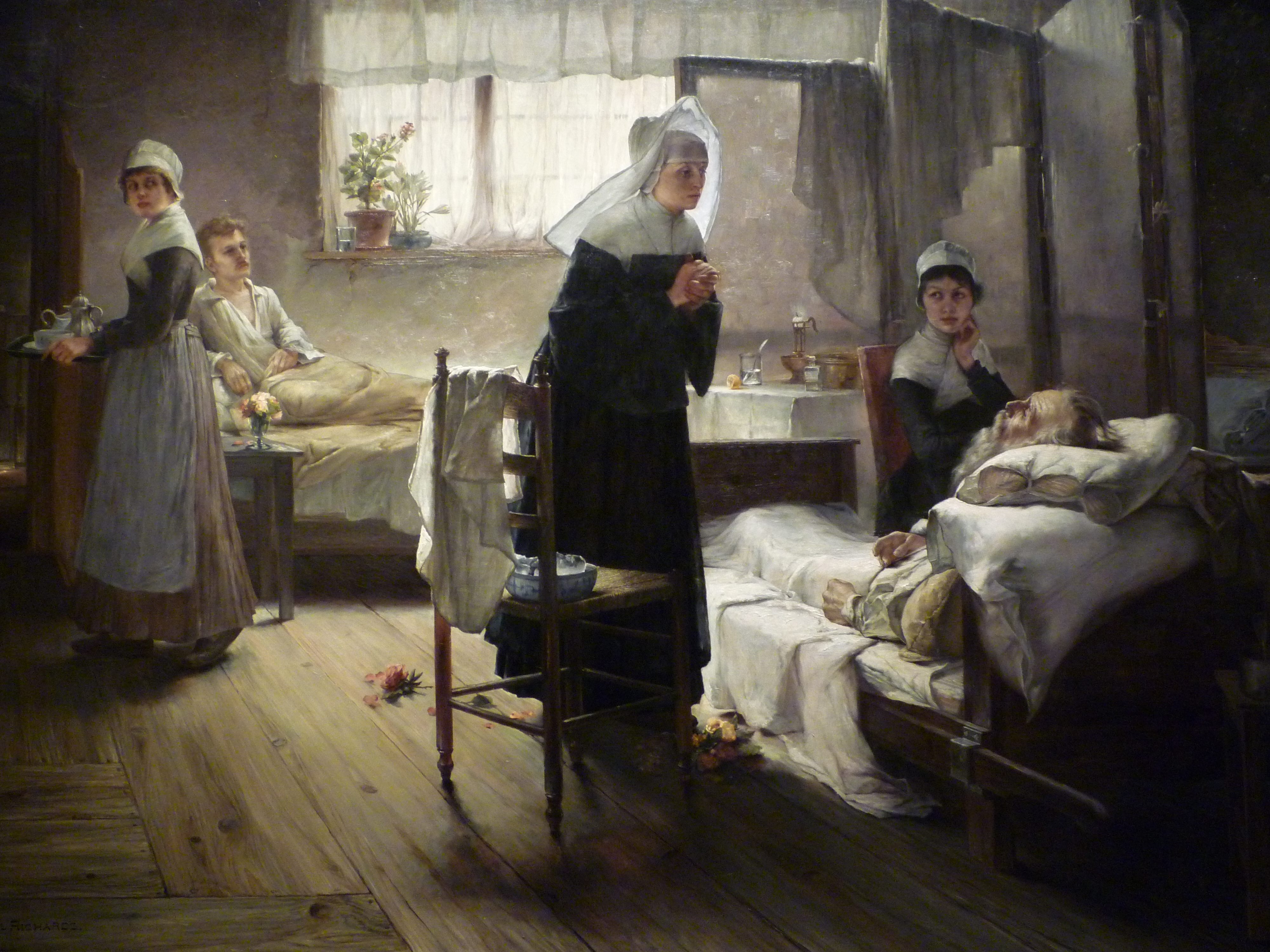
Картина Семюеля Річардса "Євангеліна знаходить свого коханого у шпиталі"

Поема написана в неримованому дактилічному гекзаметрі, ймовірно, натхненна грецькою та латинською класикою, зокрема Гомером, чий твір Лонґфелло читав у той час, коли писав Євангеліну. Незадовго перед тим, у 1841 році він також переклав вірш шведського письменника Ісаяса Теньєра "Діти Господньої вечері", у якому також використовував цей віршований розмір. Євангеліна - одна з небагатьох композицій дев’ятнадцятого століття в цьому розмірі, яку все ще читають сьогодні.
Деякі критикували вибір Лонґфелло дактилічного гекзаметра, зокрема поет Джон Ґрінліф Віттіє, який сказав, що вірш був би кращим у прозовому стилі, подібному до Гіперіона Лонґфелло. Лонґфелло усвідомлював потенційну критику. Відправляючи копію вірша Браяну Проктеру, Лонґфелло писав: "Сподіваюсь, ви не відкинете його через розмір. Насправді я не міг написати його так, як це вийшло, в будь-якому іншому; це б цілковито змінило його характер, якщо перевести його в інший ритм". Навіть дружина Лонґфелло Фанні захистила його вибір, написавши другові:" Він (розмір) забезпечує насиченішу виразність, ніж будь-який інший, і перегукується з ритмом моря, прибій якого весь звучить на вухах Євангеліни". Експериментуючи, Лонґфелло перевірив сам себе, і переконався, що використовує найкращий розмір, спробувавши викласти уривок білим віршем. Навіть після цього, переглядаючи верстку другого видання, Лонґфелло на якийсь час завагався, чи не мав він використав іншу поетичну структуру:

## Пролог
Лонґфелло прямо не називає початкові три строфи прологом, але видавці зазвичай трактують ці рядки як такі. Сюжетна канва вірша починається з кінця. Французькі фермери та рибалки, котрі колись населяли колонію Акадія в Новій Шотландії, зникли; лише вкриті мохом дерева та океан залишилися, щоб розповісти історію.

## Критичні відгуки
Євангеліна стала найвідомішим твором усього життя Лонґфелло і була широко читаною. Відгуки сучасників були дуже позитивними. Рецензент журналу The Metropolitan Magazine сказав: "Жоден, хто хоч трохи має поетичного чуття, не може читати його вишукані зображення сільських пейзажів та давно втраченого способу життя, без величезної насолоди". Друг Лонґфелло Чарльз Самнер сказав, що він зустрів жінку, яка "читала Євангеліну близько двадцяти разів і вважає це найдосконалішим віршем у всій англійській мові". Серед інших шанувальників поеми був король Бельгії Леопольд I. Поему називають першим суттєвим внеском великої віршованої форми в американській літературі.

## Вплив

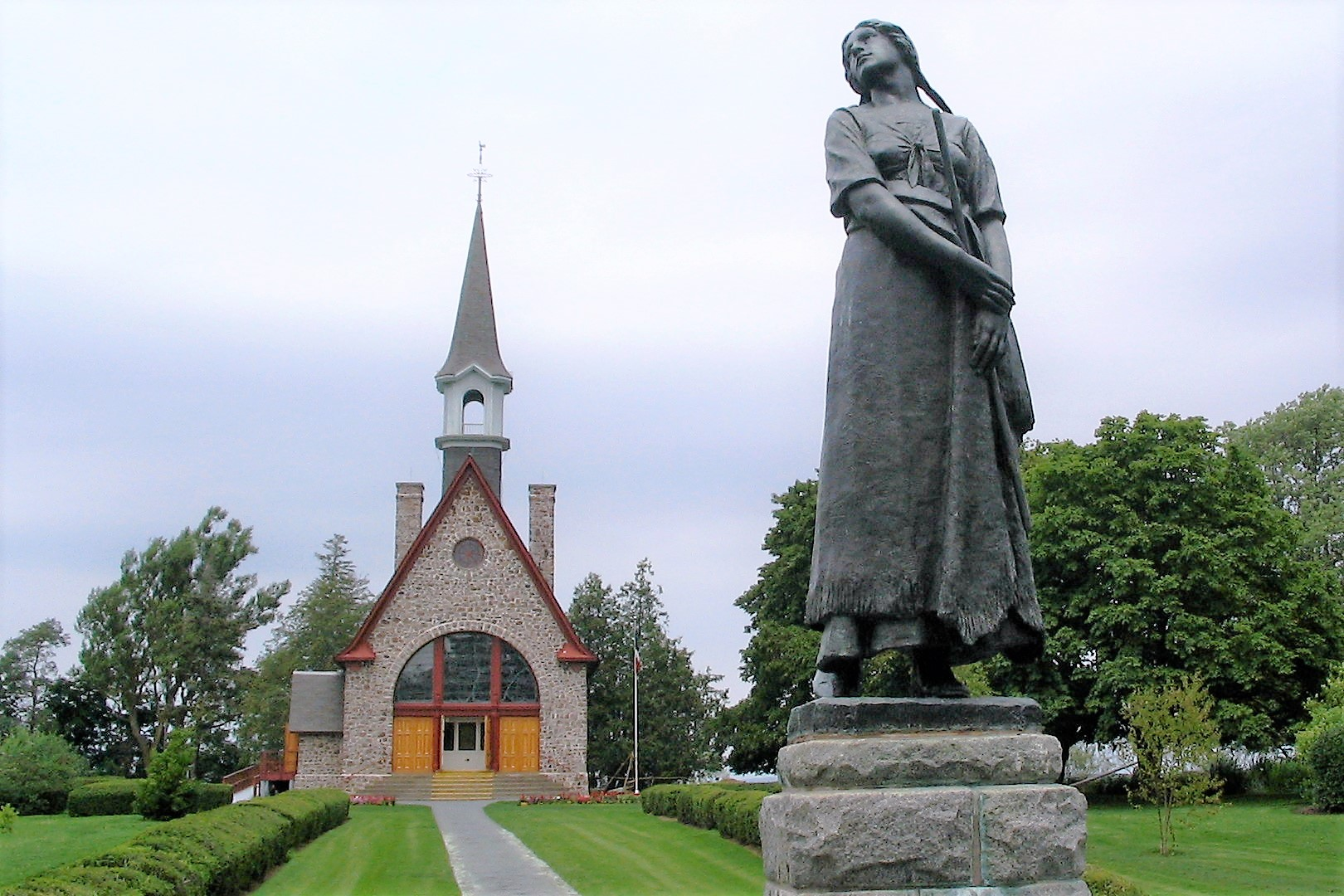
Скульптура Луї-Філіпа Ебера Євангеліна, Ландшафт Ґран-Пре, Нова Шотландія, Канада.

До появи поеми Лонґфелло історики, як правило, зосереджувались на заснуванні Великою Британією Галіфакса (1749), як початку Нової Шотландії. Поема Лонґфелло пролила світло на 150 років поселення Акадія, що передували заснуванню Галіфакса. 
Вигнання планувалось і було проведене мешканцями Нової Англії та британцями. Лонґфелло опустив у вірші відповідальність Нової Англії за подію. У своєму вірші Лонґфелло визначає британців відповідальними за депортацію, а Америка вважається місцем притулку.
Згодом позиція Лонґфелло була оскаржена Френсісом Паркманом у його книзі " Монкальм і Вульф" (1884). Замість того, щоб звинувачувати британців, Паркман визначив справжню проблему депортації, як вплив Франції на акадійців, зокрема, абата Жан-Луї Ле Лутра. Американський історик Джон Бребнер врешті-решт написав «Форпост Нової Англії» (1927), де визначив, наскільки суттєвим був внесок жителів Нової Англії у вигнання акадійців 
Поема мала потужний вплив на становлення як акадійської історії, так і їхньої ідентичності в ХІХ-ХХ ст. Пізніші вчені виявили історичні неточності у поемі, а також і неоднозначність питання депортації та дійових осіб процесу, які вірш оминає. Наприклад, вірш Лонґфелло робить Акадію утопією, а акадійців просто однорідним, пасивним, мирним, невинним народом, але приховує опір, який деякі акадійці чинили як політично, так і військовою силою проти вторгнення британців до Акадії. Вірш також змусив покоління протестантських англофонів співчувати долі людей, яких вони часто демонізували та переслідували через факт їхнього католицизму. Вірш також забезпечив безпечний символічний простір для акадійців для вироблення аргументів щодо більшого визнання та поваги.

### Пам'ятки та статуї
У 1920 році в Ґран-Пре, Нова Шотландія, акадійці реконструювали французьку церкву зі статуєю Євангеліни на її подвір'ї. Майже через десять років, у 1929 році, статуя Євангеліни, до якої позувала німа мексиканська кінозірка Долорес дель Ріо, що знялася у фільмі 1929 року "Євангеліна", була подарована місту Сент-Мартінвілль, штат Луїзіана, акторським складом і знімальною групою фільму. 1934 року перший державний парк у Луїзіані був названий історичним пам'ятником штату Лонґфелло-Еванджелін.
Фелікс Вургіс написав книгу "Акадійські спогади: справжня історія Євангеліни" та інші пізніші твори художньої літератури, розширені за матеріалом поеми, стверджуючи, що "справжніми іменами" героїв була "Еммеліна Лабіше" (у Лонґфелло її повне ім'я Еванджелін Бельфонтен) та "Луї Арсено" (у поемі Габріель Лаженес) і вказав на могилу у Лафайєт, штат Луїзіана, яка нібито належала Габріелю, та могилу Еммеліни у Саду вічного поклоніння на історичному кладовищі на Церковній площі Св. Мартіна де Тура, на головній вулиці Сент-Мартінвілля (місце було визначене дуже зручно для промоції цих місцевостей зацікавленими шанувальниками на рубежі 20 століття). Дерева "Дуб Євангеліни" у Сент-Мартінвілі також претендують на позначення початкового місця зустрічі Еммеліни та Луї.
Іншим історичним об'єктом, який, як стверджується, має стосунок до реальних історичних постатей, з яких написана Євангеліна, є будинок Арсено у Гемширі, штат Техас, який позначений Техаським історичним маркером. Будинок дістався у власність Мері Ґадрак Арсено, прапраправнучці Луї Арсено, від її чоловіка.

### Топоніми
Еванджелін стало епонімом багатьох місць у Луїзіані та у морських провінціях Канади. Його також часто використовують як назву вулиці в акадійських громадах.

#### Луїзіана
У Луїзіані місця з іменем Еванджелін включають:
- Парафія Євангеліна, штат Луїзіана
- Еванджелін, штат Луїзіана, громада в парафії Акадія, де була пробурена перша нафтова свердловина в Луїзіані [26] [27]
- Evangeline Hall, резиденція, побудована в 1936 році в Університеті штату Луїзіана

#### Канада
Місця з назвою Еванджелін у Канаді включають, наприклад:
- Еванджелін, округ Глостер, провінція Нью-Брансвік
- Еванджелін-Міскуче, сільська громада на острові Принца Едварда
- Еванджелін, громада Великого Монктона в окрузі Вестморленд, провінція Нью-Брансвік

Стежка Євангеліни - це історичний маршрут у Новій Шотландії, який проходить через долину Аннаполіс, батьківщину акадійців. Мальовнича стежка прокладена через понад десяток маленьких акадійських сіл, що пролягають від Ґран-Пре, місця перших вигнань, на південь до Аннаполіс-Рояль біля Об'єкту національної спадщини в Порт-Роялі, історичному місці первісного французького поселення в Північній Америці. Стежка Євангеліни закінчується в Ярмуті, Нова Шотландія, на південно-західному узбережжі.

### Фільм
Також було здійснено численні екранізації поеми «Євангеліна». «Євангеліна» - це перший канадський художній фільм, випущений у 1913 році канадським «Біоскопом Галіфакса». Його знімали в долині Аннаполіс та в Ґран-Пре. 1919 року Рауль Волш зняв фільм за мотивами вірша для студії «ХХ століття». Ідею запропонувала і знялася в фільмі його дружина Міріам Купер. Фільм став одним з найбільших гітів дуету, але зараз втрачений. 1929 року Едвін Каріу зняв кіноверсію за участю Долорес дель Ріо, зняту в Луїзіані у супроводі тематичної пісні, написаної Елом Джолсоном і Біллі Роуз.
Вірш згадувався у фільмі «Янгольське серце», в якому взяли участь Міккі Рурк та Роберт Де Ніро. Євангеліна також згадується у фільмі Діснея "Принцеса і Жаба" 2009 року, де кайонський світлячок на ім'я Реймонд закохується в Євангеліну, яка з'являється у ролі зірки. Після його смерті вони возз'єднуються і з'являються поруч на нічному небі.

### Музика та музичний театр
Євангеліна стала героїнею численних пісень:
- Популярну французьку пісню під назвою "Evangeline" написав Мішель Конте в 1971 році. Спочатку виконана Ізабель П'єр, версія у виконанні Енні Бланшар виграла нагороду ADISQ за найпопулярнішу пісню в 2006 році[28].
- Роббі Робертсон з The Band написав пісню "Evangeline", виконану разом з Еммілу Гарріс. У його текстах Еванджелін — дівчина з Приморських країн, яка чекає свого відсутнього коханого в Луїзіані, але сюжет та період часу відрізняються від оригіналу Лонґфелло. На іншу пісню Робертсона, "Акадіан Дріфтвуд" 1975 року, також вплинула поема Лонґфелло [29].
- Півгодинний набір гітарної музики гітариста та композитора Лорена Маццакане Коннорса, оснований на сценах історії Лонґфелло, вийшов у вигляді компакт-диска під назвою Evangeline (RoadCone, 1998), із заголовною композицією Сюзанни Лангіль.
- Співак стилю інді-фолк Тоні Гальчак випустив у 2011 році EP під назвою "Казка про Акадію", оснований на сюжеті Лонґфелло, але розказаному з точки зору Габріеля. [30].

Вперше поема була адаптована як театральний мюзикл у 1874 році як <a href="https://en.wikipedia.org/wiki/Evangeline_(1874_musical) {{Webarchive|url=https://web.archive.org/web/20170410044301/https://en.wikipedia.org/wiki/Evangeline_(1874_musical) |date=10 квітня 2017 }}" rel="mw:ExtLink" title="Evangeline (1874 musical)" class="cx-link" data-linkid="183">Evangeline; or</a> "The Belle of Acadia", який мав успіх на Бродвеї до кінця 19 століття.
Канадська народна співачка-авторка пісень Сюзен Кроу (англ. Susan Crowe) згадує "статую Євангеліни" у своїй пісні "Твоє єдине життя", першій доріжці альбому "Двері до річки", що вийшов 1996 року.
Адаптація Пола Таранто та Джеймі Вакса в 1999 році, Еванджелін: Мюзикл, призвела до акторського альбому 1999 року, а виробництво цієї версії в Шрівпорті, штат Луїзіана, транслювалося в 2000 році компанією PBS.
Музична адаптація 2013 року, виконана канадцем Тедом Дикстрою, відбулася прем'єрно в Шарлоттауні на острові Принца Едварда,  і була відроджена в 2015 році на острові Принца Едварда та в Альберті в театрі Цитадель в Едмонтоні. У постановці Брент Карвер виступив батьком.
Опера за мотивами "Євангеліни", написана Коліном Дорощуком, дебютувала в 2012 році у зменшеному концертному форматі і вперше була повністю виконана в 2014 році в Оперному театрі Рімускі. Раніше Дорощук був членом канадської поп-групи Men Without Hats разом зі своїми братами. 
Браян Дідрік з Едмонтонської опери поставив оригінальну музичну версію "Еванджелін", написану драматургом Вінном Бреєм та композитором Томом Дойлом, у Калгарі, Альберта, для театру Маунт-Роял Коледж у 2000 році
[джерело?].

### Інше
- Вступна фраза вірша "Це лісова первістка" увійшла до культурного лексикону.
- Ліга Євангеліна діяла як бейсбольна ліга другорядної ліги (насамперед у Луїзіані) у 30-ті, 40-ті та 50-ті роки.
- Зображення Євангеліни з поеми Лонґфелло було включено до логотипу залізниці Атлантик Домініон разом із текстом "Шлях Євангеліни". [35] Крім того, колись їхав поїзд Via Rail, знаний як "Еванджелін", який курсував з Галіфакса до Ярмута, але маршрут припинено в 1990 році.
- L'Évangeline також була важливою щоденною газетою в Нью-Брансвіку з 1949 по 1982 рік.
- Evangeline Downs - це бігова доріжка, розташована поблизу Лафайєта, штат Луїзіана.
- Музична версія "Євангеліни" 1999 року була виконана в 2014 році в театрі Консейл Акадієн де Пар-ан-Бас у Тускеті, Нова Шотландія. Актор подорожував з Луїзіани, щоб виконати роль Габріеля[36].
- Виявляються історичні недоліки у поемі (і в роботі Вургі), оскільки в жодному з переписів, здійснених акадійцями, немає записів про прізвища "ЛаБіше", "Бельфонтен" і "Лаженне"[37].

## Зовнішні посилання
Evangeline у проєкті «Гутенберг» 
- 1850 edition of Evangeline at Google Book Search
- Longfellow-Evangeline State Park in Louisiana
- Grand-Pré National Historic Site of Canada
- Audio excerpt read by Layne Longfellow; music by Michael Hoppé